# Behuria
Behuria là chi thực vật có hoa trong họ Mua.